# Autographa lenzii
Autographa lenzii är en fjärilsart som beskrevs av French 1889. Autographa lenzii ingår i släktet Autographa och familjen nattflyn. Inga underarter finns listade i Catalogue of Life.